# Kostel svatého Prokopa (Žiželice)
Kostel svatého Prokopa ze 13. století tvoří společně s památnou lípou malolistou dominantu obce Žiželice. Je farním kostelem Římskokatolické farnosti Žiželice. Kolem kostela je zrušený hřbitov s několika sochami.

## Historie
Kostel byl ve 13. století, kdy byla obec v majetku Dětocha z Třebelovic a Hradištka, zbudován jako dřevěný. V roce 1347 získal zdejší panství Petr z Rožmberka, který nechal kostel přebudovat jako kamenný, a to přibližně v současné dispozici. Další úpravy byly provedeny v roce 1712 a poté ještě po požáru roku 1830. Horní patro věže bylo dostavěno až v roce 1959.
V roce 1986 byl kostel zapsán do Ústředního seznamu nemovitých kulturních památek.

## Architektura
Kostel je jednolodní, obdélníkového půdorysu s pětiboce uzavřeným presbytářem, obdélníkovou sakristií po severní straně kněžiště a hranolovou věží v západním průčelí. Presbytář je zvenčí opatřen gotickými opěrnými pilíři, které napovídají, že tato část kostela byla - či alespoň měla být - opatřena křížovou klenbou. Zdivo presbytáře je členěno vysokými úzkými okny bez kružeb. Zdivo přízemí věže je rovněž gotické. V severní stěně lodi je zazděný poškozený sedlový portálek. V lodi i presbytáři jsou dnes ploché stropy z 19. století, opatřené nástropními malbami z téhož období. V západní části lodi se nachází kruchta na dvou sloupech.

## Interiér
Z původního raně barokního vybavení kostela, které bylo pořízeno v roce 1681, se po požáru v roce 1830 nedochovalo nic a kostel musel být nově vybaven, tentokrát novobarokně.
- Hlavní oltář z roku 1830 je rámový, jeho autorem je Josef Richtera. Oltář je osazen obrazem sv. Prokopa od I. Rause z roku 1831.[5]
- Boční oltář sv. Anny z roku 1835 je od A. Kintzlera z Chlumce nad Cidlinou.[3]
- Kazatelna z roku 1829 je pravděpodobně také od Josefa Richtery.[3]
- V presbytáři je umístěn romantický obraz Setkání sv. Prokopa a knížete Oldřicha.[3]
- V presbytáři je také empírová křtitelnice a dubové lavice s městským znakem Žiželic z roku 1830.[3]
- Ve věži jsou zavěšeny dva zvony, přenesené do zdejšího kostela v roce 1798 ze zvonice v Končicích, a malý zvonek z původní zvonové sestavy.
- Na kruchtě jsou instalovány varhany z roku 1888 od varhanáře Karla Schiffnera z Prahy.[3] Jiný zdroj uvádí, že se jedná o varhany z roku 1833 od Ignáce Welzela.[6]

Z kostela pochází pozdně gotická tzv. Žiželická monstrance z roku 1510. Je v majetku farního úřadu a v současnosti (2020) je uložena na biskupství v Hradci Králové.

## Galerie

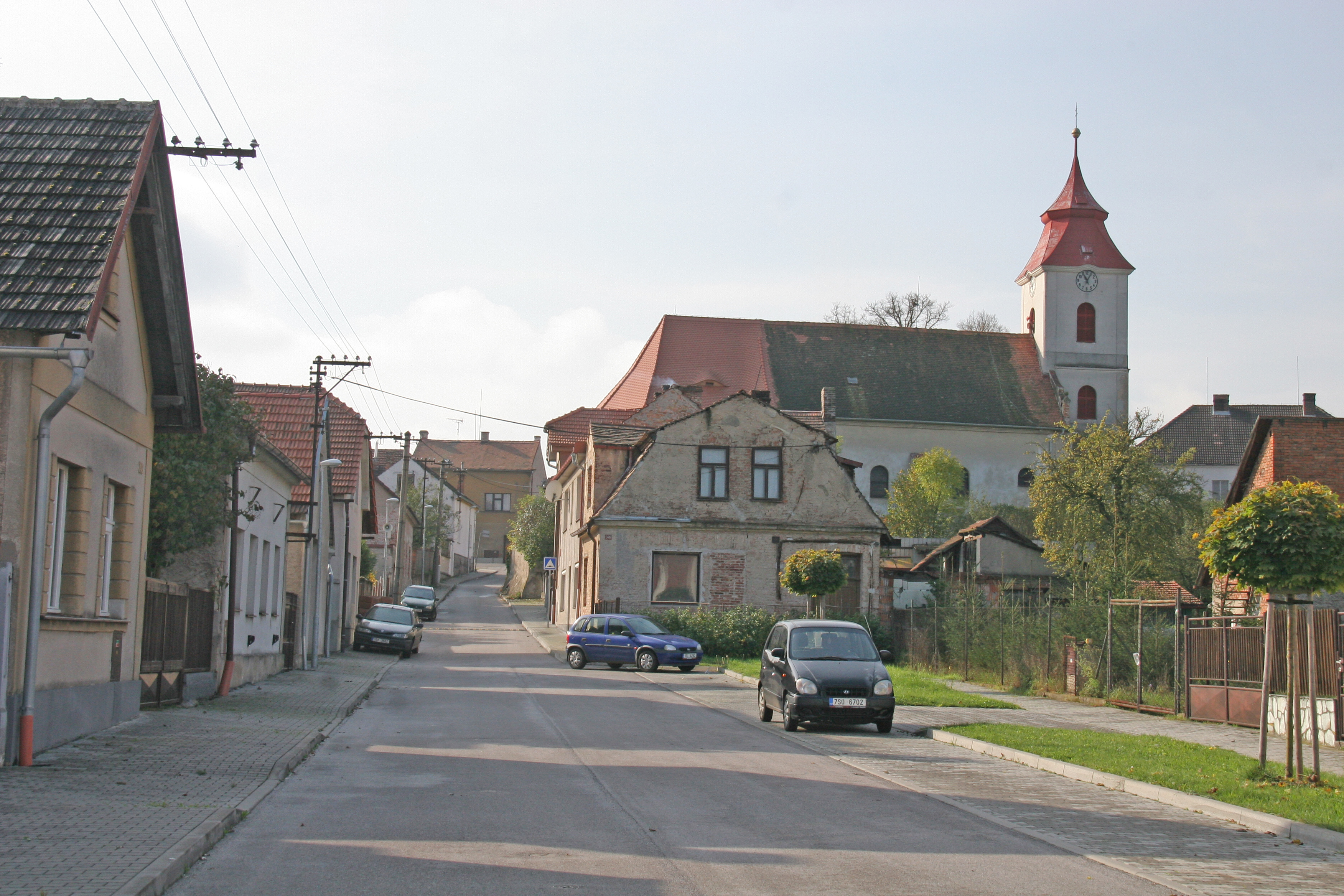
Kostel sv. Prokopa
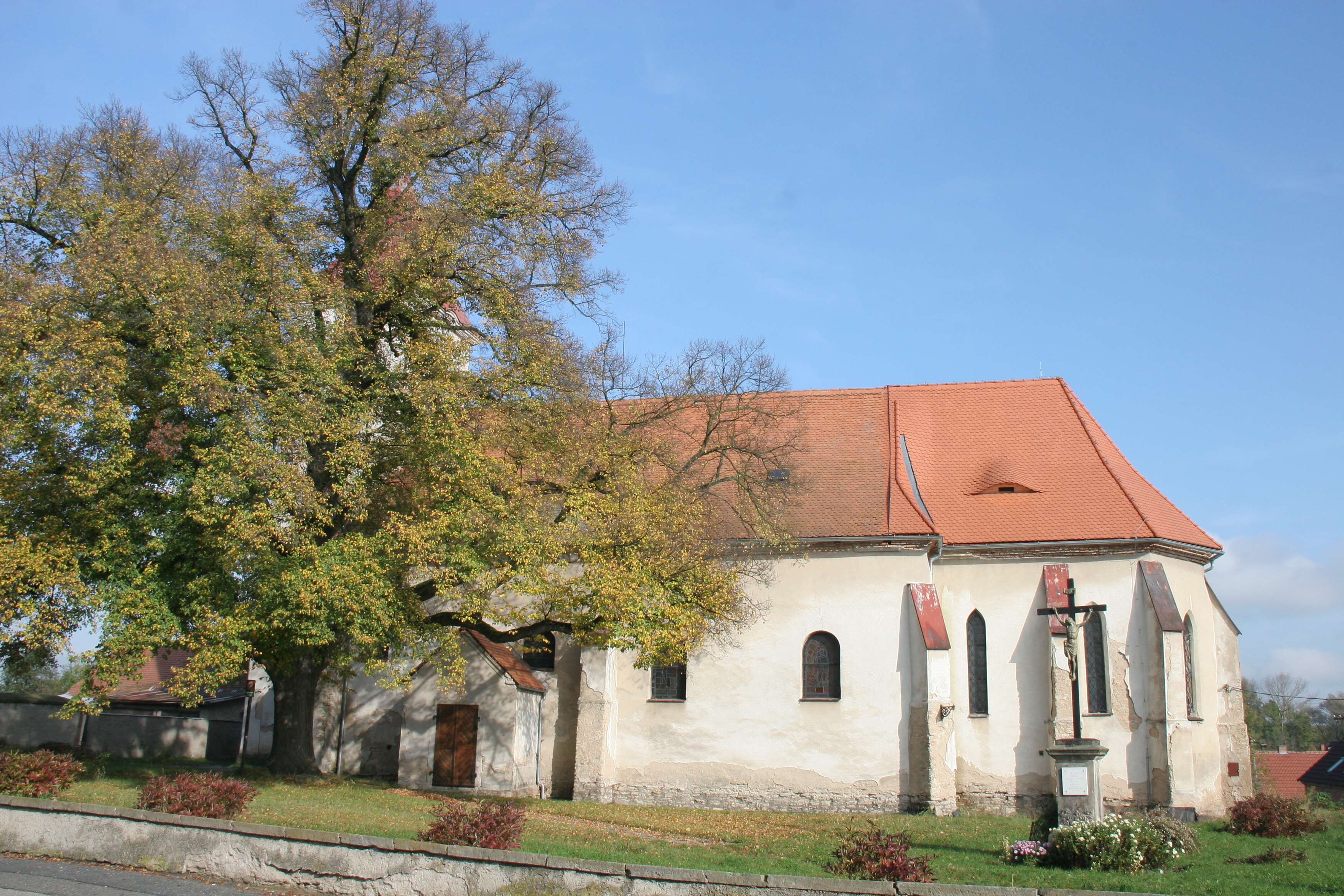
Kostel sv. Prokopa - pohled na gotické opěrné pilíře presbytáře
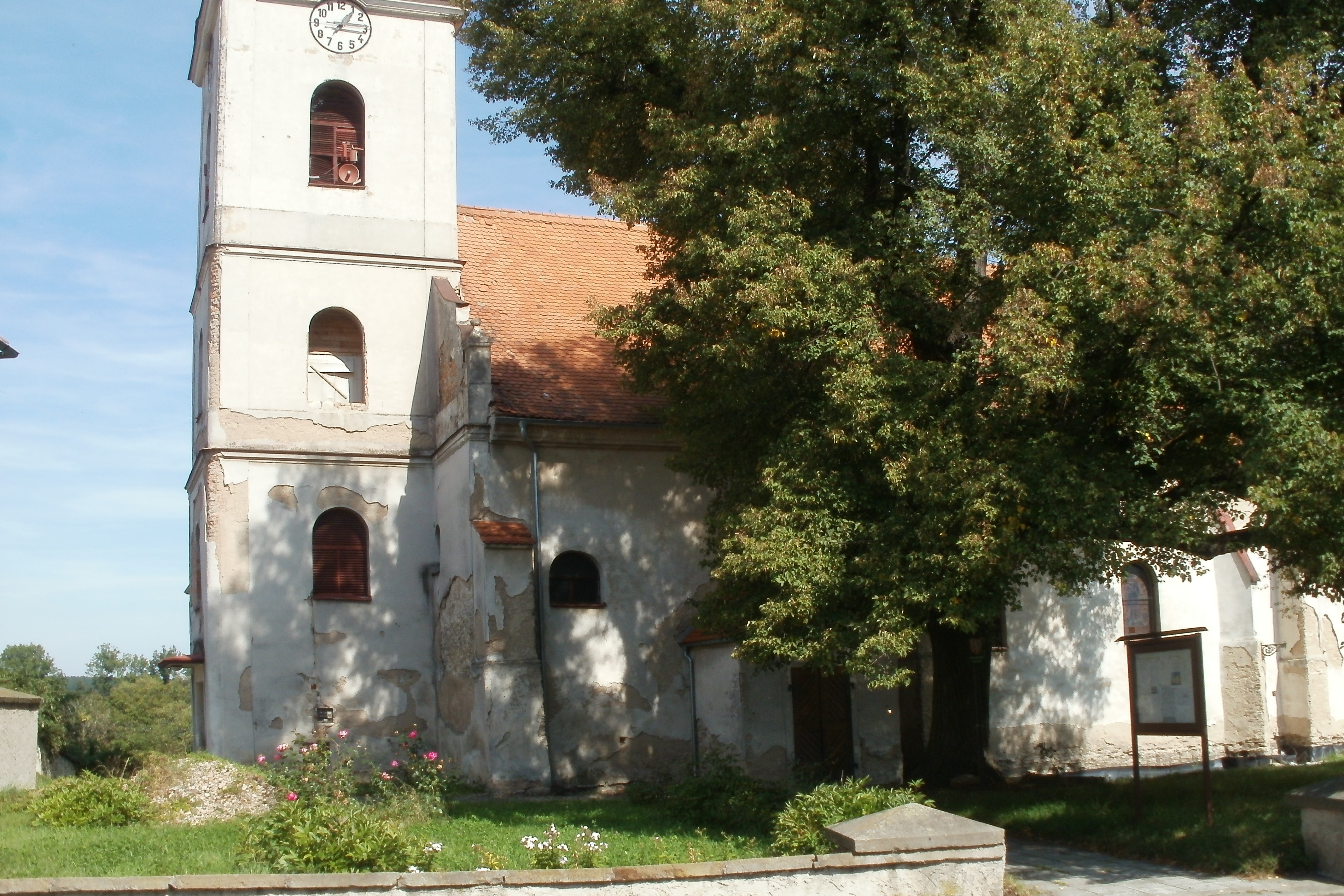
Kostel sv. Prokopa - pohled na hranolovou věž